# Jakub Bukowski
Jakub Bukowski (ur. 1 listopada 2000 w Sanoku) – polski hokeista, reprezentant Polski.
Syn Waldemara (od 2013 do 2014 prezes KH Sanok) oraz brat Krzysztofa (ur. 2002).

## Kariera klubowa
- UKH Dębica do lat 18 (2014-2015)
- SMS PZHL Sosnowiec do lat 18 (2016/2017)
- SMS PZHL Sosnowiec do lat 20 (2016/2017)
- Cracovia do lat 20 (2017)
- HC Poruba do lat 18 (2017-2018)
- HC Poruba B (2017/2018)
- HC Poruba do lat 20 (2018/2019)
- UKS Niedźwiadki MOSiR Sanok do lat 20 (2019)
- CP de Meyrin do lat 20 (2019-2020)
- CP de Meyrin (2019-2020)
- PZHL U23 (2019/2020)
- Ciarko STS Sanok (2020-2022)
- GKS Tychy (2022-2024)
- Cracovia (2024)
- Texom STS Sanok (2024-)

Treningi hokeja podjął w wieku ośmiu lat. Wychowanek klubu UKS Niedźwiadki MOSiR Sanok. Do 2017 grał w polskich rozgrywkach do lat 18 i 20. Potem w dwóch sezonach występował w czeskich ligach do lat 18 i 19 w barwach drużyn klubu HC Poruba. Na koniec sezonu 2018/2019 wraz z Niedźwiadkami Sanok zdobył mistrzostwo Polski juniorów. W sezonie 2019/2020 reprezentował zespół seniorski i juniorskich szwajcarskiego klubu CP de Meyrin. W sierpniu 2020 ogłoszono jego angaż w STS Sanok, powracającego wówczas do rozgrywek Polskiej Hokej Ligi. Po sezonie przedłużył umowę o dwa lata. Na początku maja 2022 ogłoszono, że został wykupiony z STS Sanok przez GKS Tychy i podpisał z tym klubem dwuletni kontrakt. Od maja do połowy października 2024 był zawodnikiem Cracovii. W listopadzie 2024 dołączył do Texom STS Sanok.

## Kariera reprezentacyjna
11 listopada 2021 zadebiutował w seniorskiej reprezentacji Polski podczas turnieju Baltic Challenge Cup w Tallinie, a dwa dni potem zdobył swojego pierwszego w spotkaniu przeciw Estonii (8:1). W barwach narodowych uczestniczył w turnieju mistrzostw świata edycji 2022 (Dywizja IB), debiutując w spotkaniu mistrzowskim 26 kwietnia 2022.

## Osiągnięcia
Reprezentacyjne
- Awans do mistrzostw świata I Dywizji Grupy A: 2022

Klubowe
- Złoty medal mistrzostw Polski juniorów starszych: 2019[14]
- Puchar Polski: 2022, 2023 z GKS Tychy
- Srebrny medal mistrzostw Polski: 2023 z GKS Tychy
- Brązowy medal mistrzostw Polski: 2024 z GKS Tychy

Indywidualne
- Polska Hokej Liga (2021/2022):
  - Pierwsze miejsce w klasyfikacji strzelców w sezonie zasadniczym: 27 goli[15][16]
  - Dziesiąte miejsce w klasyfikacji kanadyjskiej w sezonie zasadniczym: 42 punkty[17]
- Mistrzostwa Świata w Hokeju na Lodzie 2022 (I Dywizja)#Grupa B:
  - Zwycięski najazd w serii rzutów karnych w meczu Polska – Ukraina 3:2 (28 kwietnia 2022)[18][19]